# Avignon Football
Avignon Football 84 ist ein französischer Fußballverein aus Avignon, der Hauptstadt des französischen Départements Vaucluse.

Historisches Logo des Olympique Avignon (1970er Jahre)

Gegründet wurde er 1931 als Association Sportive Avignonaise. Diesen Namen trug der Klub bis Anfang der 1960er, dann fusionierte er mit einem Verein aus dem Stadtteil Saint-Jean und nannte sich Olympique Avignonais – unter dieser Bezeichnung hatte er seine bis heute größten Erfolge zu verzeichnen. 
1992, nachdem Olympique in erhebliche finanzielle Bedrängnis geraten war und mit dem Sporting Club fusionierte, erfolgte eine weitere Umbenennung zu Club Olympique Avignonais; 2003 nahm er seinen heutigen Namen an.
Die Vereinsfarben sind Schwarz und Weiß; die Ligamannschaft spielt im Parc des Sports, wo 7500 Zuschauer Platz finden.
(Stand: August 2006)

## Ligazugehörigkeit
Profistatus hat Avignon 1942–1948, 1965–1981 und wieder 1989–1991 besessen. Erstklassig (Division 1, seit 2002 in Ligue 1 umbenannt) spielte der Klub nur in der Saison 1975/76; nach einem Zwischenspiel in der zweiten Liga (1989–1991) tritt er aktuell nur noch in der sechstklassigen Division d’Honneur an.

## Erfolge
- Französischer Meister: Fehlanzeige, bisher beste Platzierung Rang 20 (1975/76)
- Französischer Pokalsieger: bisher Fehlanzeige

## Für den Verein wichtige Personen in der Vergangenheit
- Albert Batteux (als Trainer)
- Laurent Paganelli
- Roger Vandooren (als Spieler und Trainer)